# Edgar Valcárcel
Edgar Valcárcel   (Puno, 4 de desembre de 1932 - Lima, 11 de març de 2010) fou un pianista i compositor peruà.
Va estudiar composició en el Conservatori Nacional de Música del Perú. Va rebre una beca per estudiar al Hunter College de Nova York i una altra per al Centre Llatinoamericà d'Alts Estudis Musicals de l'Institut Torcuato di Tella a Argentina1. Va estudiar música electrònica amb Alcides Llança i Vladimir Ussachevsky a la Universitat de Colúmbia-Princeton. Va rebre una beca Guggenheim el 1966 i 19682. Ha rebut el Premi Nacional de Foment a la Cultura Luis Dunker Lavalle.
El seu llenguatge composicional correspon a les avantguardes dels anys 60. No obstant això, en diverses de les seves peces hi ha una presència del llenguatge musical de l'altiplà peruà, d'on procedeix el compositor.
Va ser membre del Col·legi de Compositors Llatinoamericans de Música d'Art des de la seva fundació.
El seu oncle, Theodoro Valcárcel va ser també músic, pertanyent al corrent indigenista. El seu fill Fernando Valcárcel també és compositor i pianista, a més de director d'orquesta3.
En els seus últims anys va ser cap del Departament de Música del "Newton College".